# Ringwoodit
Ringwoodit ist die Hochdruck-Modifikation von Olivin und ein an der Erdoberfläche selten vorkommendes Mineral aus der Mineralklasse der „Silikate und Germanate“. Es kristallisiert im kubischen Kristallsystem mit der idealisierten chemischen Zusammensetzung Mg2(SiO4), ist also ein Magnesium-Silikat. Strukturell gehört Ringwoodit zu den Inselsilikaten sowie zur Supergruppe der Spinelle mit der für Spinelle normierten Formelschreibweise SiMg2O4.
Aufgrund von Mischkristallbildung zwischen den Mineralen der Olivingruppe wird die Formel für den Ringwoodit oft auch als Mischformel mit (Mg,Fe)2[SiO4] angegeben. In der Natur überwiegen Mg-reiche Mischkristalle; γ-Fe2(SiO4) wurde erst kürzlich in natürlichen Proben nachgewiesen und wird daher seit 2013 als Ahrensit bezeichnet.
Ringwoodit ist durchscheinend und konnte bisher nur in Form von abgerundeten Körnern bis etwa 100 Mikrometer Größe und massigen Mineral-Aggregaten gefunden werden. In reiner Form ist Ringwoodit farblos. Durch Fremdbeimengungen kann er aber auch eine violette, bläuliche oder rauchgraue Farbe annehmen.

## Etymologie und Geschichte
Entdeckt wurde Ringwoodit in Mineralproben des „Tenham-Meteoriten“, der 1879 bei South Gregory im australischen Bundesstaat Queensland niederging. Die Analyse und Erstbeschreibung erfolgte durch R. A. Binns, R. J. Davis und S. J. B. Reed, die das Mineral nach dem australischen Experimental-Geophysiker und Geochemiker Alfred Edward Ringwood (1930–1993) benannten.
Binns, Davis und Reed sandten ihre Untersuchungsergebnisse 1968 zur Prüfung an die International Mineralogical Association (interne Eingangsnummer der IMA: 1968-036), die den Ringwoodit als eigenständige Mineralart anerkannte. Im Jahr darauf wurde die Erstbeschreibung im Fachmagazin Nature publiziert. Die seit 2021 ebenfalls von der IMA/CNMNC anerkannte Kurzbezeichnung (auch Mineral-Symbol) von Ringwoodit lautet „Rwd“.
Ahrensit, das eisenhaltige Analogon zu Ringwoodit, wurde 2013 nach dem US-amerikanischen Mineralphysiker Thomas J. Ahrens (1936–2010) benannt.

## Klassifikation
Die strukturelle Klassifikation der IMA zählt den Ringwoodit zur Spinell-Supergruppe, wo er zusammen mit Ahrensit, Brunogeierit, Filipstadit, Qandilit, Tegengrenit und Ulvöspinell die Ulvöspinell-Untergruppe innerhalb der Oxispinelle bildet.
In der veralteten 8. Auflage der Mineralsystematik nach Strunz ist Ringwoodit noch nicht aufgeführt.
Im zuletzt 2018 überarbeiteten und aktualisierten Lapis-Mineralienverzeichnis nach Stefan Weiß, das sich im Aufbau noch nach dieser alten Form der Systematik von Karl Hugo Strunz richtet, erhielt das Mineral die System- und Mineral-Nr. VIII/A.06-020. In der „Lapis-Systematik“ entspricht dies der Klasse der „Silikate“ und dort der Abteilung „Inselsilikate mit [SiO4]-Gruppen“, wo Ringwoodit zusammen mit Ahrensit und Wadsleyit die unbenannte Gruppe VIII/A.06 bildet.
Die von der IMA zuletzt 2009 aktualisierte 9. Auflage der Strunz’schen Mineralsystematik ordnet den Ringwoodit ebenfalls in die Abteilung der „Inselsilikate (Nesosilikate)“ ein. Diese ist weiter unterteilt nach der möglichen Anwesenheit weiterer Anionen und der Koordination der beteiligten Kationen, so dass das Mineral entsprechend seiner Zusammensetzung in der Unterabteilung „Inselsilikate ohne zusätzliche Anionen; Kationen in oktaedrischer [6]er-Koordination“ zu finden ist, wo es als Namensgeber die „Ringwooditgruppe“ mit der Systemnummer 9.AC.15 und dem weiteren Mitglied Brunogeierit bildet.
In der vorwiegend im englischen Sprachraum gebräuchlichen Systematik der Minerale nach Dana hat Ringwoodit die System- und Mineralnummer 51.03.03.01. Dies entspricht der Klasse der „Silikate“ und dort der Abteilung der „Inselsilikatminerale“. Hier ist er als einziges Mitglied in der unbenannten Gruppe 51.03.03 innerhalb der Unterabteilung „Inselsilikate: SiO4-Gruppen mit allen Kationen nur in oktaedrischer [6]-Koordination“ zu finden.

## Kristallstruktur
Ringwoodit kristallisiert kubisch in der Raumgruppe Fd3m (Raumgruppen-Nr. 227) mit dem Gitterparameter a = 8,11 Å (in synthetischer, chemisch reiner Form 8,17 Å) sowie 8 Formeleinheiten pro Elementarzelle. Das Kristallgitter hat die Struktur von Spinell, weshalb Ringwoodit bzw. γ-Olivin besonders in der geophysikalischen Literatur mitunter auch als „Spinell“ bezeichnet wird.

## Modifikationen und Varietäten
Die Verbindung Mg2(SiO4) ist trimorph und kommt in der Natur neben dem kubischen Ringwoodit noch als orthorhombisch kristallisierender Forsterit und als ebenfalls orthorhombisch, jedoch in anderer Raumgruppe kristallisierender Wadsleyit vor.

## Bildung und Fundorte

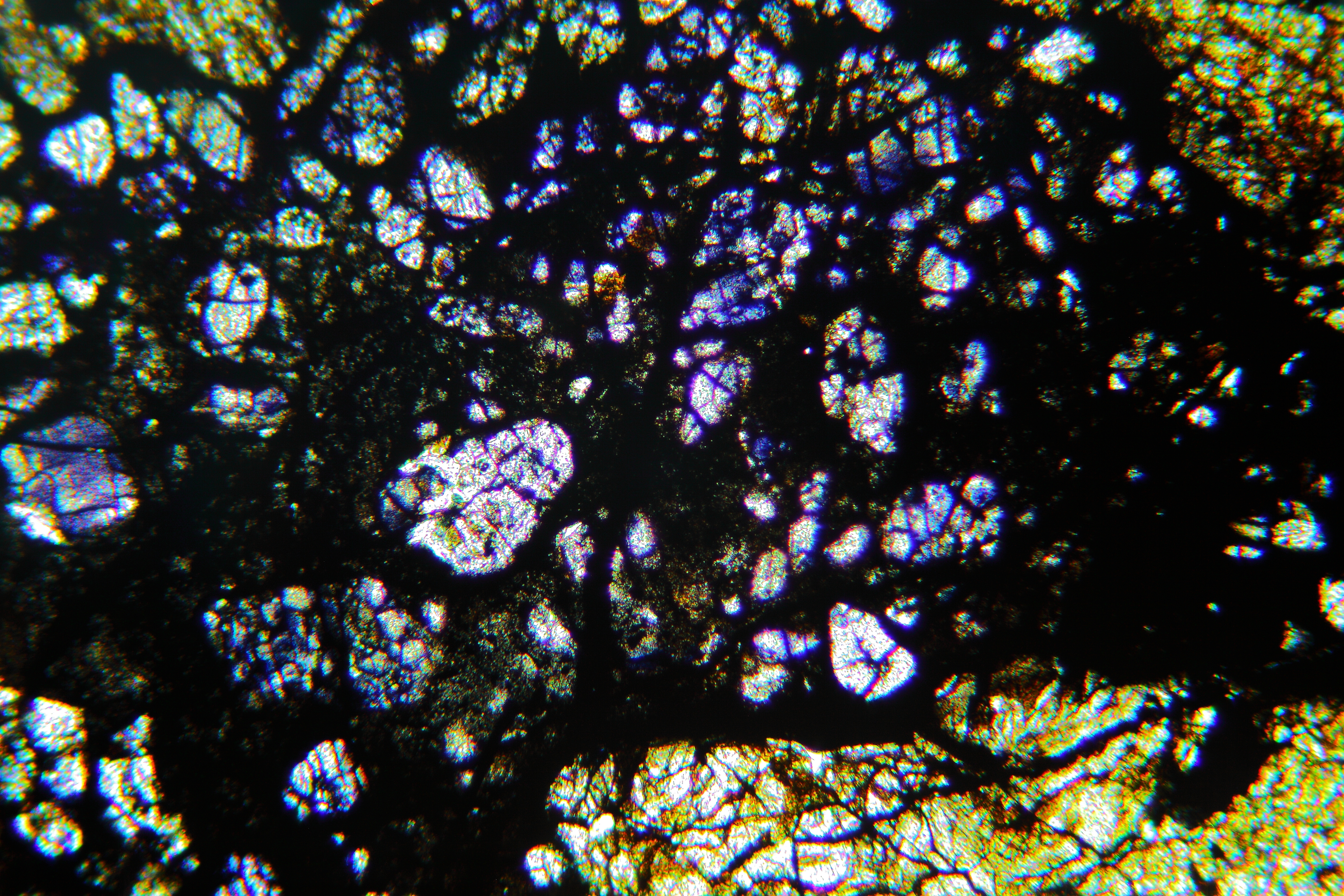
Dünnschliff eines gewöhnlichen Chondriten aus Nordwestafrika mit Schockader und Ringwoodit

Als Hochdruck-Modifikation des Olivinminerals Forsterit ist Ringwoodit im Erdmantel ab etwa einer Tiefe von 520 km (520-km-Diskontinuität) stabil. In Steinmeteoriten (Chondriten) entsteht das Mineral dagegen durch Impaktmetamorphose (Stoßwellen-Metamorphose), wenn das Material während des Aufschlags stark gestaucht und dabei hohen Drücken und Temperaturen ausgesetzt ist. Dabei ist das Auftreten von Ringwoodit einer von mehreren Indikatoren für die Schockstufe S6 nach der Stöffler-Keil-Scott-Skala. Bei noch stärkeren Schockereignissen wird der Meteorit weitgehend aufgeschmolzen, und es bildet sich eine Impaktschmelze, nach deren Erstarrung keine Hochdruckphasen mehr nachweisbar sind. 
Im Tenham-Meteoriten wurde Ringwoodit in kleinen, die Grundmasse des Meteoriten durchschneidenden Äderchen gefunden, die durch die Brekziierung beim Aufschlag des Meteoriten entstanden. Als Begleitminerale fanden sich Majorit, magnesiumhaltiges Silikatglas sowie die ebenfalls erstmals im Tenham-Meteoriten entdeckten Minerale Akimotoit und Bridgmanit. Der 1966 ebenfalls in Australien bei Rawlinna in Western Australia niedergegangener Chondrit Coorara enthielt ebenfalls Ringwoodit und Majorit (Magnesium-Eisen–Granat).
Weitere bisher bekannte Fundorte, in denen Meteoriten mit Ringwoodit niedergingen, sind unter anderem die Grove Mountains auf dem Amerikanischen Hochland in der Antarktis, Pampa del Infierno im argentinischen Departamento Almirante Brown, Sui und Gaogang in China, der Peace River und Catherwood (Provinz Saskatchewan) in Kanada, Munizip al-Dschabal al-Gharbi in Libyen, Dhofar im Oman sowie mehrere Countys in New Mexico und Umbarger im texanischen Randall County in den Vereinigten Staaten von Amerika.
In China konnte Ringwoodit zudem in einem Basaltfeld nahe Hannuoba im Kreis Wanquan (Hebei) nachgewiesen werden.

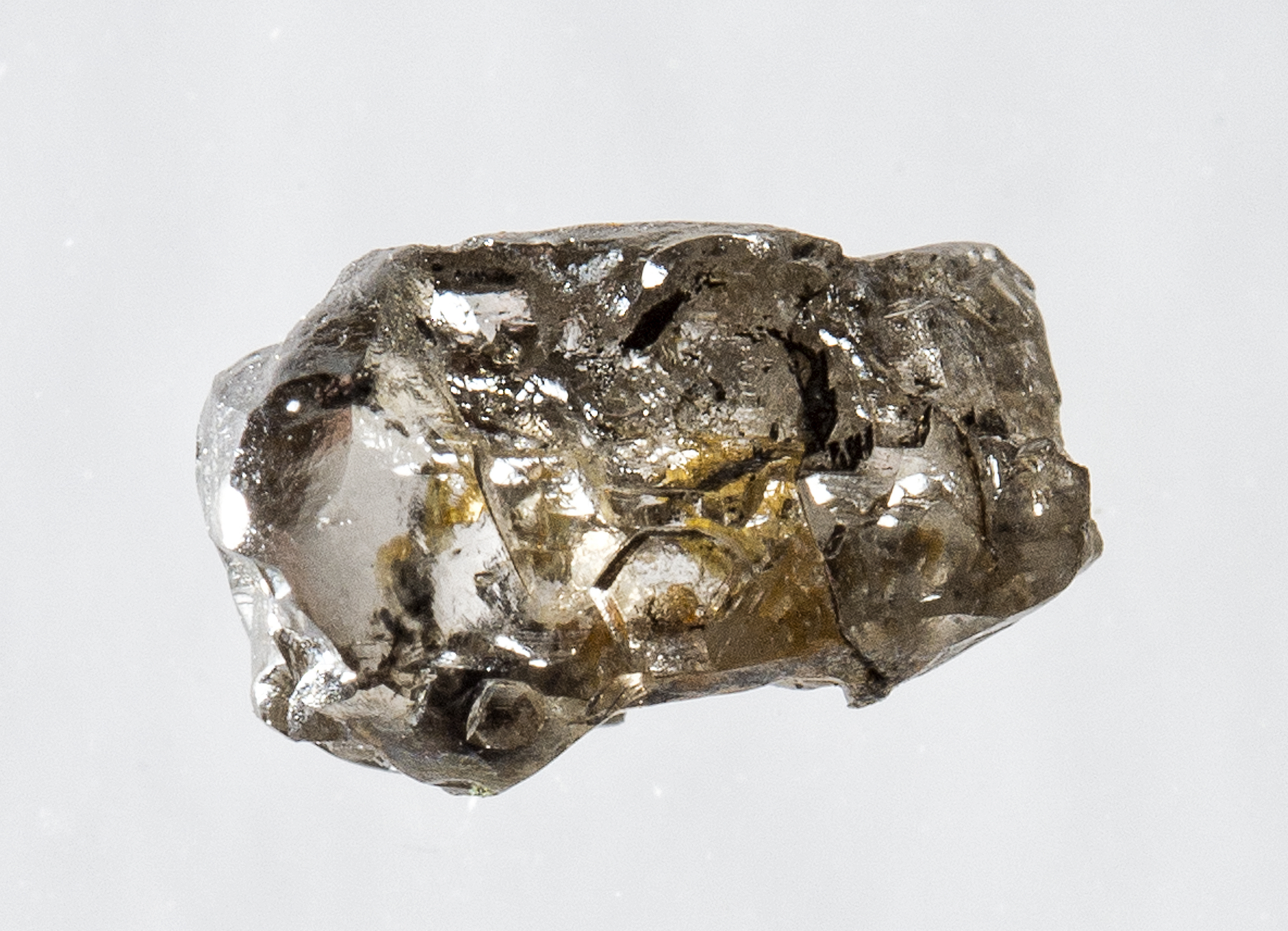
Diamant mit eingeschlossenem Ringwoodit

Bei Untersuchungen an einem brasilianischen Fund wurde Mantelmaterial mit Ringwoodit als Einschluss innerhalb eines Diamanten gefunden. Untersuchungen in den USA erhärteten die Hypothese, dass sich im Erdmantel große Mengen von in Ringwoodit enthaltenem Hydroxid befinden könnten. Neuere Untersuchungen bestätigen die große Bedeutung von Ringwoodit aus dem Kontaktbereich von der Übergangszone zum unteren Erdmantel. Dort könnte in gebundener Form beispielsweise bis zu sechsmal mehr Wasser eingeschlossen sein als es der Menge in allen Ozeanen entspricht. Es gelangt zusammen mit Sedimenten am Meeresgrund durch abtauchende Erdplatten in den Erdmantel, wo es verdichtet und eingeschlossen wird.